# Víctor Maubecín
Víctor Maubecín (Catamarca, 25 de julio de 1830 - septiembre de 1916) fue un político argentino que ejerció como gobernador de la Provincia de Catamarca entre 1863 y 1866.

## Biografía
Víctor Maubecín nació en la ciudad de Catamarca, el 25 de julio de 1830, hijo de Don José Lino Maubecin y Flores y Doña Rudecinda Aráoz y Sánchez. Era bisnieto del francés, Jean Saturnin Maubezin, casado en la ciudad de Catamarca el 23 de abril de 1776 con Doña Juana Rizo Patrón y Segura. Víctor Maubecín estudió en su ciudad natal y se dedicó al comercio junto a su padre y hermanos, viajando por todo el norte argentino y chileno. Tenía una especial predilección por el trabajo manual de precisión, y fue platero, joyero, relojero y también dentista; fue el primer dentista de Catamarca. También fue oficial de milicias en su provincia.
Después de la Batalla de Pavón, el interior del país fue invadido por fuerzas del Estado de Buenos Aires, al mando del coronel Marcos Paz. La proximidad de este provocó la renuncia del gobernador federal Samuel Molina. Después de un mes de interinato asumió el gobierno el unitario Moisés Omill. Organizó elecciones, prohibiendo participar en las mismas a los federales, y proponiéndose como candidato. Pero fue derrotado por Ramón Rosa Correa, también unitario; en respuesta, Omill anuló las elecciones.
Correa reunió las milicias que consideraba leales, bajo el mando del general federal Domingo Bildoza y del mayor Víctor Maubecín, y se lanzó a la rebelión con ayuda del caudillo santiagueño Taboada. Los rebeldes fueron derrotados en dos combates, pero finalmente lograron tomar el control de la capital; en agosto de 1862, Correa asumió como gobernador, nombrando a Maubecín comandante de armas.
En enero de 1863, Maubecín debió aplastar una revolución inspirada por Omill. En marzo, los jefes federales Carlos Ángel y Felipe Varela invadieron la provincia, pero Maubecín los derrotó en el Combate de Las Chacras. Una nueva insurrección federal estalló en el mes de mayo, causando la huida de Correa. La revuelta fue vencida por un oficial de apellido Alfaro, de las fuerzas de Marcos Paz, y Maubecín asumió como gobernador interino.
Semanas más tarde, Correa renunció al gobierno, y la legislatura nombró en su lugar a Maubecín, que asumió el 13 de junio. En su discurso de asunción anunció su convicción de que la provincia necesitaba un gobierno de fuerza y no de libertad. Usó la gran mayoría de sus recursos para equipar las milicias provinciales. En noviembre de 1864 estalló una sublevación que fue aplastada con insólita dureza, lo que aquietó a los opositores unitarios, mientras los federales se reorganizaban esperando una nueva oportunidad. Esa situación le permitió sostenerse durante tres años en el cargo; en comparación, durante los tres años anteriores a su gobierno habían ejercido cuatro gobernadores, y durante los dos posteriores hubo cinco.
Una de sus únicas contribuciones históricamente valiosas fue la fundación del Colegio Nacional de Catamarca, con lo que por primera vez la educación pasaba a manos seculares, tras ser Catamarca la ciudad en que la educación católica estaba más afianzada en toda la Argentina.
Al estallar la Guerra del Paraguay organizó un contingente de 350 soldados – en su mayor parte partidarios de los caudillos federales – y los llevó personalmente al puerto de Rosario, desde donde marcharon al frente.
En mayo de 1866, el comandante del Departamento Ancasti le anunció que, dado que se habían cumplido tres años de su ascenso al gobierno, y aunque no había llamado a elecciones, él consideraba terminado su período de gobierno. Maubecín lo destituyó y lo declaró traidor a la patria; como no se sometiera, partió con parte de sus fuerzas a enfrentarlo. Al día siguiente, en la capital, el coronel Melitón Córdoba arrestó a su delegado y lo declaró depuesto. También arrestó al presidente de la Corte de Justicia provincial y a dos hermanos de Maubecín. Córdoba era el verdadero jefe del movimiento y la maniobra había sido fraguada para hacer salir de la ciudad a Maubecín; tenía el apoyo de los exgobernadores de Tucumán, Anselmo Rojo y José María del Campo.
Maubecín regresó a toda marcha hacia la capital. Pero Córdoba amenazó con fusilar a sus prisioneros si el gobernador no abandonaba la lucha y la provincia. Maubecín huyó a Santiago del Estero y pidió al presidente Mitre la intervención federal a su provincia, justificando su conducta porque consideraba que su período legal terminaba en agosto, a los tres años de la renuncia efectiva de Correa, y no a los tres años del inicio de su gobierno interino.
Pero Mitre se negó a intervenir, y Córdoba se hizo elegir gobernador, iniciando juicio a Maubecín por usurpación del mando. Meses después, Felipe Varela invadió la provincia, lo que causó la caída de Córdoba. Por su parte, Maubecín fue condenado a fines de 1869 a dos años de trabajos forzados. Apeló la resolución y nunca cumplió la pena que se le había impuesto. Regresó a Catamarca hacia 1872 y se dedicó a la joyería y a atender como dentista. Fue el autor de la mayor parte de las decoraciones de la imagen de la Virgen del Valle, patrona de Catamarca.
Falleció en Catamarca en septiembre de 1916.